# Трит
Трит — логарифмическая единица измерения в теории информации, минимальная целая единица измерения количества информации источников с тремя равновероятными сообщениями. Энтропию в 1 трит имеет источник информации с тремя равновероятными состояниями. Проще говоря, по аналогии с битом, который «уменьшает незнание» об исследуемом объекте в два раза, трит «уменьшает незнание» в три раза.
Один трит равен log23 (около 1,58496) битам информации.
Применяется в теории информации.

## Числовые значения логарифма 3-х возможных состояний (кодов) в других логарифмических единицах

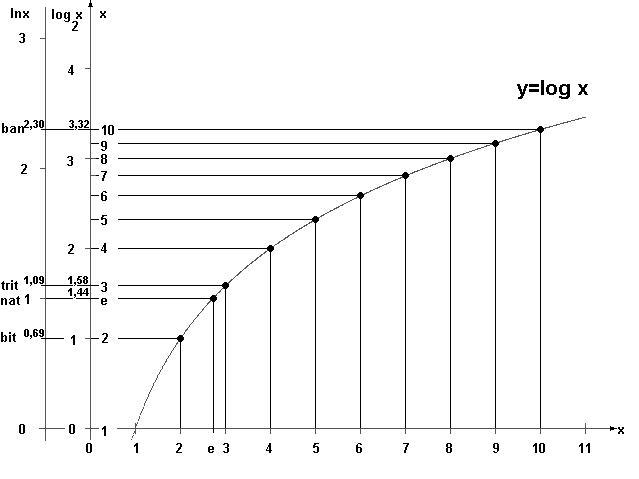
Единицы измерения информации бит, нат, трит и бан (децит)

При других основаниях логарифма, логарифмы 3-х возможных состояний (кодов) равны:
- log2(3[возможных состояний]) = ln 3/ln 2 = 1,58… бита
- loge(3[возможных состояний]) = ln 3 = 1,09… ната
- log3(3[возможных состояний]) = 1 триту
- log10(3[возможных состояний]) = 0,477… бана (Хартли, дита, децита)

## Трит и вычислительные машины
По аналогии с понятием «байт» существует понятие «трайт». Впервые термин использовался в ЭВМ троичной логики Сетунь-70, где он равнялся 6 тритам.
Аналогом трита в квантовых компьютерах является кутрит (q-трит).